# 胡忠雄
胡忠雄（1966年1月—），男，汉族，湖南澧县人，中华人民共和国政治人物。中南林学院（现中南林业科技大学）毕业，西南政法学院政治学专业研究生，湖南师范大学公共管理学院哲学专业在职博士研究生学历。现任中共贵州省委常委、贵阳市委书记。

## 生平
1985年4月加入中国共产党。1989年8月参加工作，历任共青团湖南省委副书记，中共益阳市委副书记、市纪委书记、市高新区工委书记等职。2011年1月，任益阳市人民政府代市长，4月正式当选市长。2015年6月，任中共益阳市委书记。2016年12月，任中共岳阳市委书记。2018年2月，调任中共长沙市委副书记，湘江新区党工委书记，长沙市人民政府代市长。
2020年2月，调任贵州省人民政府党组成员，负责生态文明建设、招商引资、文化旅游、广播电视方面工作，负责生态文明贵阳国际论坛服务保障工作，负责分管领域安全生产工作，履行党风廉政建设‘一岗双责’”。次月任贵州省人民政府副省长。2021年2月，任中共贵州省委常委、统战部部长。2021年9月，任中共贵州省委常委、贵阳市委书记、贵安新区党工委书记。2023年5月21日，胡忠雄因2022年长沙自建房倒塌事故遭到政务记过处分。